# Matías Milla
Matías Nicolás Milla (Campana, Provincia de Buenos Aires, 3 de enero de 1985) es un piloto argentino de automovilismo de velocidad. De amplia trayectoria en el ambiente del kart, se destacó a nivel nacional e internacional en esta disciplina, alcanzando una gran cantidad de títulos. 
En el automovilismo, debutó en 2002 a nivel nacional en la Fórmula Renault Argentina, categoría de la que se consagrara subcampeón en 2003. Tras obtener ese título, emigró a Europa donde compitió en la Eurocopa de Fórmula Renault 2.0, la Fórmula 3 Española y su homónima de Alemania. Tras estas experiencias, retornaría a su país en 2006, dedicándose exclusivamente a competencias de karting.
Finalmente, su retorno al automovilismo de velocidad tuvo lugar en 2013, cuando fue convocado por el equipo Pro Racing, para competir con una de sus unidades Fiat Linea, en el Campeonato Argentino de TC 2000, categoría de la que terminaría consagrándose campeón, obteniendo de esta forma su primer campeonato de automovilismo, a nivel nacional. La obtención de este campeonato, le abrió las puertas para 2014 del Súper TC 2000, en la cual fue confirmado dentro del equipo oficial Chevrolet YPF-Pro Racing.

## Biografía

### Inicios en karting
Nacido en la localidad de Campana, en la Provincia de Buenos Aires, Matías Milla inició su recorrido en el año 1995, al concursar en sus primeros campeonatos zonales de karting, dentro de la categoría 50 cc. libres. Entre 1995 y 1998, se alzaría con sus primeros 8 campeonatos dentro de esta especialidad. Tras esta cosecha, en 1998 obtiene dos subcampeonatos, en las categorías 125cc Sudam Júnior y 100cc Pistón Portátil, del Campeonato Bonaerense de Karting. Tras esto, de 1999 a 2002, obtuvo campeonatos en las categorías Júnior, Sudam Júniors y Sudam Seniors del Campeonato Bonaerense, como así también un campeonato Sudamericano y un Argentino de karting en la categoría Sudam Seniors 125cc. Con todos estos pergaminos, preparó su debut para la categoría escuela de automovilismo argentino, la Fórmula Renault Argentina.

### Fórmula Renault Argentina
En 2002, Matías Milla tuvo su primer contacto con monoplazas al debutar en la Fórmula Renault Argentina, sin embargo su debut no sería el esperado, ya que ese mismo día que debutaba, en el Autódromo Parque Ciudad de Río Cuarto, protagonizaría un durísimo accidente por el cual perdiera la vida el piloto Matías Rico. El accidente se desencadenó por un despiste del coche de Rico, que había pisado gramilla húmeda por el rocío matinal, lo que provocó que el coche se desacomode y se cruce atravesando el ancho de la pista. En ese momento, Milla que venía transitando a 170 km/h, no pudo esquivarlo golpeando a Rico en su lateral derecho. Como producto de este accidente, Rico perdería la vida y Milla sufriría una lesión en su pierna izquierda que lo alejó de la actividad por largo tiempo.
Tras este desafortunado suceso, Milla retornaría en 2003, plasmando lo aprendido en sus años de kartista, arriba del monoplaza. Ese año, pelearía palmo a palmo el campeonato de la Fórmula Renault, perdiéndolo finalmente a manos de Maximiliano Merlino. Como dato curioso, ese año empataría en las posiciones del torneo con el piloto Matías Jalaf, por lo que se declaró que el subcampeonato sea compartido entre Milla y Jalaf. La obtención de este reconocimiento, le abriría finalmente las puertas a su carrera en Europa.

### Gira por Europa
Tras haberse consagrado subcampeón de la Fórmula Renault Argentina, Matías Milla iniciaría su recorrido por Europa, participando en diferentes categorías de Fórmula Renault del Viejo Continente. Es así que en el año 2004 arrancaría su periplo compitiendo en la Fórmula 3 Española, donde arrancaría con una unidad Dallara-Toyota. Más tarde, pasaría a integrarse en la Eurocopa de Fórmula Renault 2.0, donde compitiera al comando de una unidad con chasis Tatuus. 
En el año 2005, recalaría en la Formula Renault 2.0 Alemana, compitiendo con un chasis Tatuus-Renault y volvería a participar en la Eurocopa con una unidad similar. Sin embargo, su carrera se vería trunca ya que aparecerían problemas financieros que lo obligaron a volverse a su patria y detener su carrera por un largo lapso de tiempo.

### Volviendo a los orígenes
Tras su paso por Europa y a causa de los problemas económicos que lo obligaron a volverse a su país, Milla decidiría recomenzar su carrera deportiva, volviendo a los orígenes: La disciplina del kart. Así fue que en el año 2006 decidiría reiniciarse en tres categorías a la vez, dando inicio a una exitosa campaña como kartista. Ese año, Milla arrancaría compitiendo en los campeonatos Panamericano de la CIK-FIA y Argentino de Karting, ambos en la categoría ICC Sudam. Asimismo, también tomaría partido en el Selectivo de Karting Petrobras, corriendo en la Categoría Graduados A. Al comando de una unidad Birel-Parilla, conseguiría alzarse con el Argentino de Karting de ese año. 
Este título fue el primero de su cosecha personal que continuaría agrandándose en los años siguientes. Completaban este palmarés, los campeonatos obtenidos en los años, 2007 (Campeón Panamericano CIK-FIA, categoría ICC Sudam), 2009 (Campeón Copa "Bicentenario República Argentina" de Karting) y 2012 (Campeón Argentino ICC Sudam de Karting). Su desempeño en la disciplina, le terminaría dando la revancha reabriéndole las puertas del automovilismo nacional, al ser convocado por el equipo Pro Racing de la categoría argentina de turismos TC 2000, para competir en el Campeonato Argentino del año 2013, al comando de un Fiat Linea.

### El regreso al automovilismo de velocidad y el campeonato de TC 2000
Luego de un largo peregrinar por el ambiente de los karts, en el que obtuviera una exitosa cosecha con cuatro títulos desde su retorno al país en 2006 hasta 2012, Matias Milla concretaría su regreso al automovilismo de velocidad, luego de recibir formalmente la convocatoria para competir en la categoría Turismo Competición 2000, en la cual se incorporaría al comando de una unidad Fiat Linea del equipo Pro Racing. Su llegada a la categoría implicó también su debut oficial en competencias de turismo, ya que era la primera vez que subía a un turismo, más allá de su paso por las fórmulas.
En su debut, Milla comenzaría a plasmar sus conocimientos aprendidos en el kart dentro del automóvil, consiguiendo subir a la tercera colocación, en la primera fecha corrida en el autódromo de Río Cuarto y ya en la segunda fecha alcanzaría su primer triunfo en la categoría, en la competencia especial corrida en el Circuito Callejero de la Ciudad de Buenos Aires. La confiabilidad de su medio mecánico, lo llevaría sucesivamente a culminar en las fechas posteriores alcanzando las posiciones puntuables, llegando cuarto en Rafaela e hilvanando dos segundos puestos en las competencias de Alta Gracia y La Plata, sucesivamente. Su racha puntuadora continuaría en la sexta fecha con un cuarto puesto en Concordia, mientras que en la séptima fecha volvería a la victoria en la competencia corrida en Olavarría. A partir de ese momento, el campeonato comenzaba a mostrarlo como candidato seguro, junto al mendocino Julián Santero. 
Tras la victoria de la séptima fecha, Milla experimentaría su primer abandono en la fecha siguiente en la Ciudad de Rosario, mientras que en la ciudad de San Jorge volvería a subirse al podio al acaparar la tercera colocación. Una fecha más tarde, en Junín, volvería al triunfo posicionándose de manera expectante de cara a la definición del campeonato.
Finalmente, la definición del torneo llegaría en la undécima fecha, donde Milla festejaría anticipadamente el título en el mismísimo Autódromo Oscar y Juan Gálvez, al arribar en la segunda colocación. La celebración sería completa para el equipo Pro Racing, ya que cosecharía un gran triplete con la victoria de Lucas Colombo Russell y el tercer lugar de Roberto Curia, completando el 1-2-3 con Milla en la segunda colocación. En la fecha siguiente y ya con el título de campeón asegurado, Milla cosecharía el que sería su último podio dentro del TC 2000, al arribar tercero en el Circuito de Potrero de los Funes, ya que la obtención del campeonato de TC 2000, le abriría las puertas para competir en la temporada siguiente dentro del equipo Chevrolet YPF de Súper TC 2000, cuya regencia también se encontraba bajo la órbita del Pro Racing.

## Resumen de carrera

### Karting
| Año  | Campeonato                       | Categoría                                   |
| ---- | -------------------------------- | ------------------------------------------- |
| 1998 | Subcampeón Bonaerense de Karting | Sudam Junior 125cc.                         |
| 1999 | Campeón Sudamericano de Karting  | Sudam Junior 125cc.                         |
| 1999 | Campeón Bonaerense de Karting    | Junior 125cc.                               |
| 1999 | Campeón Bonaerense de Karting    | Sudam Junior 125cc.                         |
| 2000 | Campeón Argentino de Karting     | Sudam Senior 125cc.                         |
| 2001 | Campeón Bonaerense de Karting    | Sudam Senior 125cc.                         |
| 2002 | Campeonato Bonaerense de Karting | Sudam Senior 125cc.                         |
| 2003 | Campeonato Argentino de Karting  | Senior (M101 Parilla MG)                    |
| 2003 | Campeón Panamericano CIK-FIA     | ICC Sudam (Mini Parilla MG)                 |
| 2006 | Campeonato Panamericano CIK-FIA  | ICC Sudam (Birel Parilla)                   |
| 2006 | Campeón Argentino de Karting     | ICC Sudam (Birel Parilla)                   |
| 2006 | Selectivo Petrobras              | Graduados A (Birel Parilla)                 |
| 2007 | Campeón Panamericano CIK-FIA     | ICC Sudam (Birel Parilla)                   |
| 2007 | Campeonato Argentino de Karting  | ICC Sudam (Birel Parilla)                   |
| 2009 | Campeonato Panamericano CIK-FIA  | ICC Sudam (Birel Parilla)                   |
| 2009 | Campeón Copa Bicentenario        | ICC Sudam (Birel Parilla)                   |
| 2010 | Campeonato Argentino de Karting  | ICC Sudam (TRB IAME/MG)                     |
| 2010 | Campeonato Metropolitano Prokart | General (TRB)                               |
| 2011 | Copa Rotax Max de Karting        | Senior Max (Intrepid IAME/MG)               |
| 2011 | Campeonato Argentino de Karting  | ICC Sudam (Intrepid)                        |
| 2012 | Campeón Argentino de Karting     | ICC Sudam (Intrepid)                        |
| 2012 | Campeonato Metropolitano Prokart | General (Intrepid)                          |
| 2012 | Campeonato Boliviano de Karting  | Profesional 125cc. (Intrepid)               |
| 2012 | IAME International Finals        | X30 Senior (Praga Parilla)                  |
| 2012 | Copa Rotax Max de Karting        | Senior Max (Intrepid IAME/MG)               |
| 2012 | P.A.K.O., GP Juan Milán          | Mecánica Nacional Light (PKC)               |
| 2012 | P.A.K.O., GP Juan Milán          | Mecánica Nacional Libre (PKC)               |
| 2013 | Copa Rotax Max de Karting        | Senior Max (Kosmic IAME/MG y Birel IAME/MG) |
| 2013 | Gran Premio Regional de Karting  | Súper Senior (Tony Kart CNK 125)            |
| 2013 | IAME International Finals        | X30 Senior (Zanardi Parilla)                |
| 2013 | P.A.K.O., GP Tito Urretavizcaya  | Súper PAKO (CRG RF)                         |
| 2013 | Campeonato Argentino de Karting  | ICC Sudam (Birel)                           |

### Automovilismo
| Temporada | Categoría                       | Equipo                           | Carreras     | Victorias    | Poles        | VR           | Podios       | Puntos       | Pos.         |
| --------- | ------------------------------- | -------------------------------- | ------------ | ------------ | ------------ | ------------ | ------------ | ------------ | ------------ |
| 2002      | Fórmula Renault Argentina       | s/d                              | 4            | 0            | 0            | 0            | 0            | 6            | 31.º         |
| 2003      | Fórmula Renault Argentina       | Crespi Competición               | 14           | 0            | 0            | 1            | 6            | 102          | 3.º          |
| 2004      | Fórmula 3 Española              | BCN F3                           | 12           | 0            | 0            | 0            | 0            | 6            | 15.º         |
| 2004      | Eurocopa de Fórmula Renault 2.0 | Motopark Academy                 | 2            | 0            | 0            | 0            | 0            | -            | -            |
| 2005      | Eurocopa de Fórmula Renault 2.0 | Motopark Academy                 | 2            | 0            | 0            | 0            | 0            | -            | -            |
| 2005      | Fórmula Renault 2.0 Alemana     | Motopark Oschersleben            | 4            | 0            | 1            | 0            | 1            | 70           | 19.º         |
| 2013      | TC 2000                         | Pro Racing                       | 12           | 3            | 3            | 2            | 9            | 254          | 1.º          |
| 2014      | Súper TC 2000                   | Equipo Chevrolet YPF             | 12           | 0            | 0            | 0            | 0            | 41           | 19.º         |
| 2014      | Turismo Pista Clase 3           | s/d                              | 1            | 0            | 0            | 0            | 0            | -            | -            |
| 2015      | Súper TC 2000                   | Toyota Team Argentina            | 12           | 0            | 0            | 0            | 0            | 35,5         | 19.º         |
| 2015      | Stock Car Brasil                | RC3 Bassani                      | 1            | 0            | 0            | 0            | 0            | -            | -            |
| 2016      | TC 2000                         | Ambrogio Racing                  | 1            | 0            | 0            | 0            | 1            | -            | -            |
| 2016      | Súper TC 2000                   | Toyota Team Argentina            | 14           | 0            | 0            | 0            | 2            | 99,5         | 13.º         |
| 2017      | Súper TC 2000                   | Toyota Gazoo Racing Argentina    | 14           | 0            | 0            | 1            | 0            | 44           | 20.º         |
| 2018      | Súper TC 2000                   | Sportteam                        | 11           | 0            | 0            | 0            | 0            | 24           | 19.º         |
| 2019      | Súper TC 2000                   | Renault Sport                    | 13           | 1            | 0            | 1            | 4            | 106          | 6.º          |
| 2019      | TC 2000                         | Ambrogio Racing                  | 1            | 0            | 0            | 0            | 0            | -            | -            |
| 2020      | Súper TC 2000                   | Renault Sport Castrol Team       | 17           | 0            | 0            | 0            | 3            | 55           | 8.º          |
| 2021      | Súper TC 2000                   | Renault Castrol Team             | 21           | 0            | 0            | 0            | 5            | 85           | 8.º          |
| 2021      | TCR South America               | Squadra Martino                  | 1            | 0            | 1            | 0            | 1            | 45           | 16.º         |
| 2022      | TC2000                          | Axion Energy Sport               | 22           | 1            | 1            | 1            | 5            | 186          | 7.º          |
| 2022      | TCR South America               | W2 ProGP, Squadra Matino Uruguay | 3            | 0            | 0            | 0            | 0            | 44           | 30.º         |
| 2022      | Turismo Nacional - Clase 3      | Alquat Motorsport                | 1            | 0            | 0            | 0            | 0            | -            | -            |
| 2023      | TCR South America               | Squadra Martino                  | Disputándose | Disputándose | Disputándose | Disputándose | Disputándose | Disputándose | Disputándose |
| Fuente:   |                                 |                                  |              |              |              |              |              |              |              |

## Palmarés

### Automovilismo
| Título     | Categoría                 | Marca          | Año  |
| ---------- | ------------------------- | -------------- | ---- |
| Subcampeón | Fórmula Renault Argentina | Crespi-Renault | 2003 |
| Campeón    | TC 2000                   | Fiat Linea     | 2013 |

### Karts
| Título     | Campeonato              | Categoría                   | Año  |
| ---------- | ----------------------- | --------------------------- | ---- |
| Subcampeón | Bonaerense de Karting   | Sudam Junior 125 cc.        | 1998 |
| Campeón    | Sudamericano de Karting | Sudam Junior 125 cc.        | 1999 |
| Campeón    | Bonaerense de Karting   | Junior 125 cc.              | 1999 |
| Campeón    | Bonaerense de Karting   | Sudam Junior 125 cc.        | 1999 |
| Campeón    | Argentino de Karting    | Sudam Senior                | 2000 |
| Campeón    | Bonaerense de Karting   | Sudam Senior                | 2001 |
| Campeón    | Panamericano CIK-FIA    | ICC Sudam (Mini Parilla MG) | 2003 |
| Campeón    | Argentino de Karting    | ICC Sudam (Birel)           | 2006 |
| Campeón    | Panamericano CIK-FIA    | ICC Sudam (Birel Parilla)   | 2007 |
| Campeón    | Copa Bicentenario       | ICC Sudam (Birel Parilla)   | 2009 |
| Campeón    | Argentino de Karting    | ICC Sudam (Intrepid)        | 2012 |

## Resultados

### TC 2000
| Año  | Equipo          | Auto            | 1   | 2    | 3     | 4     | 5    | 6    | 7   | 8   | 9     | 10    | 11    | 12  | 13    | 14    | 15     | 16     | 17    | 18  | 19  | 20    | 21    | 22     | 23     | Res. | Puntos |
| ---- | --------------- | --------------- | --- | ---- | ----- | ----- | ---- | ---- | --- | --- | ----- | ----- | ----- | --- | ----- | ----- | ------ | ------ | ----- | --- | --- | ----- | ----- | ------ | ------ | ---- | ------ |
| 2013 |                 |                 | RC  | BA I | RAF   | AG    | LP   | CON  | OLA | ROS | SJO   | JUN   | BA II | PDF |       |       |        |        |       |     |     |       |       |        |        | 1°   | 254    |
| 2013 | Pro Racing      | Fiat Linea      | 3   | 1    | 4     | 2     | 2    | 4    | 1   | 12  | 3     | 1     | 2     | 3   |       |       |        |        |       |     |     |       |       |        |        | 1°   | 254    |
| 2016 |                 |                 | SMM | SMM  | CON I | CON I | BA I | BA I | SJO | SJO | LP    | LP    | CDU   | CDU | BA II | BA II | CON II | CON II | RAF   | RAF | AG  | RC    | RC    | PAR    | PAR    | -    | -      |
| 2016 | Ambrogio Racing | Renault Fluence |     |      |       |       |      |      |     |     |       |       |       |     |       |       |        |        |       |     | 3   |       |       |        |        | -    | -      |
| 2019 |                 |                 | AG  | AG   | OLA   | OLA   | RC I | RC I | CDU | CDU | PAR I | PAR I | SNI   | SNI | ROS   | ROS   | BA I   | RC II  | RC II | OBE | OBE | BA II | BA II | PAR II | PAR II | -    | -      |
| 2019 | Ambrogio Racing | Renault Fluence |     |      |       |       |      |      |     |     |       |       |       |     |       |       | 10     |        |       |     |     |       |       |        |        | -    | -      |

### Súper TC 2000
| Año  | Equipo                        | Auto              | 1    | 2    | 3     | 4     | 5    | 6    | 7     | 8     | 9      | 10     | 11    | 12    | 13    | 14    | 15    | 16  | 17   | 18   | 19    | 20    | 21    | 22   | Res. | Puntos |
| ---- | ----------------------------- | ----------------- | ---- | ---- | ----- | ----- | ---- | ---- | ----- | ----- | ------ | ------ | ----- | ----- | ----- | ----- | ----- | --- | ---- | ---- | ----- | ----- | ----- | ---- | ---- | ------ |
| 2014 |                               |                   | RAF  | VIE  | AG    | ROS   | TOA  | BA   | RES   | SFE   | SFE    | SJU    | TRH   | COD   | PDF   |       |       |     |      |      |       |       |       |      | 19°  | 41     |
| 2014 | Equipo Chevrolet YPF          | Chevrolet Cruze I | NL   | 9    | 12    | Ret   | Ret  | 5    | 15    | Ret   | Ret    | Ret    | 19†   | 11    | 13    |       |       |     |      |      |       |       |       |      | 19°  | 41     |
| 2015 |                               |                   | JUN  | ROS  | OBE   | TRH   | RAF  | SL I | SFE   | SFE   | TOA    | GR     | SMM   | AG    | SL II |       |       |     |      |      |       |       |       |      | 19°  | 35,5   |
| 2015 | Toyota Team Argentina         | Toyota Corolla XI | 7    | Ret  | 15    | 11    | 8    | 15   | Ex.   | 7     | NL     | 18     | Ret   | 12†   | Ret   |       |       |     |      |      |       |       |       |      | 19°  | 35,5   |
| 2016 |                               |                   | TRE  | ROS  | SMM   | AG I  | TRH  | OBE  | BA    | SFE   | SFE    | TOA    | SJU   | GR    | GR    | AG II |       |     |      |      |       |       |       |      | 13°  | 99,5   |
| 2016 | Toyota Team Argentina         | Toyota Corolla XI | 13   | 3    | Ex.   | 11    | 2    | Ret  | 10    | 10    | Ret    | 20     | 8     | 7     | 13    | 9     |       |     |      |      |       |       |       |      | 13°  | 99,5   |
| 2017 |                               |                   | BA I | PDF  | SMM   | ROS   | ROS  | TRH  | RAF   | OBE   | SFE    | SFE    | BA II | SJU   | GR    | AG    |       |     |      |      |       |       |       |      | 20°  | 44     |
| 2017 | Toyota Gazoo Racing Argentina | Toyota Corolla XI | 11   | Ret  | 24†   | 9     | 8    | 10   | 23†   | 21†   | 17†    | 6      | 11    | 18†   | Ret   | Ret   |       |     |      |      |       |       |       |      | 20°  | 44     |
| 2018 |                               |                   | BA I | ROS  | ROS   | SMM   | PDF  | RAF  | SJU   | OBE   | SFE    | SFE    | TRH   | SNI   | BA II | AG    |       |     |      |      |       |       |       |      | 19°  | 24     |
| 2018 | Sportteam                     | Renault Fluence   | 10   | Ret  | 9     | 19    | 4    |      |       |       |        |        |       |       |       |       |       |     |      |      |       |       |       |      | 19°  | 24     |
| 2018 | Sportteam                     | Citroën C4 II     |      |      |       |       |      |      | NL    |       | 10     | Ret    | Ret   | Ret   | Ret   | Ret   |       |     |      |      |       |       |       |      | 19°  | 24     |
| 2019 |                               |                   | AG   | GR   | VIL   | ROS   | PAR  | SAL  | SNI   | SJU   | SMM    | SMM    | BA    | RC    | CEN   |       |       |     |      |      |       |       |       |      | 6°   | 106    |
| 2019 | Renault Sport                 | Renault Fluence   | 9    | 6    | 3     | 3     | 7    | Ex.  | 7     | 1     | 6      | 4      | 2     | 17    | 8     |       |       |     |      |      |       |       |       |      | 6°   | 106    |
| 2020 |                               |                   | BA I | BA I | BA II | BA II | AG I | AG I | AG II | AG II | BA III | BA III | BA IV | BA IV | RC    | RC    | PAR   | PAR | BA V | BA V | BA VI |       |       |      | 8.º  | 55     |
| 2020 | Renault Sport Castrol Team    | Renault Fluence   | 8    | 16†  | 2     | 3     |      |      | 10    | Ret   | 2      | Ex.    | 5     | 5     | 17    | Ret   | 13    | 10  | 7    | 4    | 8     |       |       |      | 8.º  | 55     |
| 2021 |                               |                   | BA I | BA I | BA II | BA II | AG   | AG   | SNI   | SNI   | BA III | BA III | PAR   | PAR   | TOA   | TOA   | BA IV | VIL | VIL  | ROS  | ROS   | AG II | AG II | BA V | 8.º  | 85     |
| 2021 | Renault Castrol Team          | Renault Fluence   | 9    | 6    | 6     | 7     | 2    | 12   | 2     | 7     | 9      | NL     | 3     | Ret   | 3     | 9     | 3     | 11  | 7    | 12   | 12    | 7     | 7     | 6    | 8.º  | 85     |

### TCR South America
| Año  | Equipo                  | Auto                            | 1   | 2   | 3   | 4   | 5   | 6   | 7   | 8   | 9   | 10  | 11  | 12  | 13  | 14  | 15  | 16  | 17  | 18  | Pos. | Pts. |
| ---- | ----------------------- | ------------------------------- | --- | --- | --- | --- | --- | --- | --- | --- | --- | --- | --- | --- | --- | --- | --- | --- | --- | --- | ---- | ---- |
| 2021 |                         |                                 | INT | INT | CUR | RIV | RIV | EPI | EPI | RCU | RCU | BA  | AG  | AG  | CDU | CDU |     |     |     |     | 16.º | 45   |
| 2021 | Squadra Martino         | Honda Civic Type-R TCR (FK7)    |     |     |     |     |     |     |     |     |     | 2   |     |     |     |     |     |     |     |     | 16.º | 45   |
| 2022 |                         |                                 | VEL | VEL | INT | GOI | GOI | RIV | RIV | EPI | EPI | TRH | BA  | BA  | VIL | VIL |     |     |     |     | 30.º | 44   |
| 2022 | W2 Pro GP               | Cupra León Competición TCR      |     |     |     |     |     |     |     |     |     | DSQ |     |     |     |     |     |     |     |     | 30.º | 44   |
| 2022 | Squadra Martino Uruguay | Alfa Romeo Giulietta Veloce TCR |     |     |     |     |     |     |     |     |     |     |     |     | 7   | 7   |     |     |     |     | 30.º | 44   |
| 2023 |                         |                                 | AG  | AG  | ROS | ROS | TRH | INT | RIV | RIV | EPI | EPI | LAP | LAP | VLP | VLP | VEL | VEL | CAS | CAS | 30°  | 31   |
| 2023 | Squadra Martino         | Honda Civic Type-R TCR (FK7)    |     |     |     |     | 4   |     |     |     |     |     |     |     |     |     |     |     |     |     | 30°  | 31   |
| 2023 | PMO Motorsport          | Lynk & Co 03 TCR                |     |     |     |     |     |     |     |     |     |     | Ret | Ret |     |     |     |     |     |     | 30°  | 31   |

### TCR World Tour
(Clave) (negrita indica pole position) (cursiva indica vuelta rápida)

| Año  | Equipo         | Auto             | 1   | 2   | 3   | 4   | 5   | 6   | 7   | 8   | 9   | 10  | 11  | 12  | 13  | 14  | 15  | 16  | 17  | 18  | 19  | 20  | Pos. | Pts. |
| ---- | -------------- | ---------------- | --- | --- | --- | --- | --- | --- | --- | --- | --- | --- | --- | --- | --- | --- | --- | --- | --- | --- | --- | --- | ---- | ---- |
| 2023 |                |                  | POR | POR | SPA | SPA | VAL | VAL | HUN | HUN | EPI | EPI | LAP | LAP | SID | SID | SID | BAT | BAT | BAT | MAC | MAC | -    | 0    |
| 2023 | PMO Motorsport | Lynk & Co 03 TCR |     |     |     |     |     |     |     |     |     |     | Ret | Ret |     |     |     |     |     |     |     |     | -    | 0    |